# Чернівецький краєзнавчий музей
Чернівецький обласний краєзнавчий музей — обласний краєзнавчий музей у місті Чернівцях, найбільше зібрання матеріалів і документів з історії, етнографії і культури Північної Буковини та Хотинщини.
Музей розташований у центрі Чернівців за адресою: вул. О.Кобилянської, буд. 28.

## Історія закладу

### Від заснування до 1940 року
Турбота про необхідність збереження історичних пам'яток змусила буковинців заснувати у 1863 році крайовий музей, який одразу ж розпочав діяльність зі збору предметів у галузі природничих наук, археології, нумізматики та фалеристики. Проте вже у 1877 році цей музей змушений був припинити свою діяльність.
У 1888 році К. А. Ромшторфер підняв питання про відновлення музею в Чернівцях, і в 1891 році Центральна комісія у Відні доручила йому та Й.Ісопеску й Клаузеру провести підготовчу роботу. Отож, 21 лютого 1892 року було ухвалено статут музею, в якому закладу ставилися завдання з вивчення історії краю в галузях археологічній, загально-історичній, історії мистецтв та природничих наук.
Нарешті 14 травня 1893 року Буковинський крайовий музей урочисто представив свою колекцію. Ця дата стала початком стабільної діяльності музею протягом 21 року. З побудовою приміщення для Буковинського музею ремесел по вулиці Міцкевича, 2 крайовий музей, на умовах оренди, розмістив по одному з поверхів свою експозицію. Розвитку діяльності музею сприяли дослідження К.Ромшторфера, І.Сомбаті, Р. Ф. Кайндля, В.Арійчука, Е.Костіна, І.Прокоповича. Результати досліджень публікувалися в музейних щорічниках.
У роки Першої світової війни музей припинив свою діяльність і відновив її в 1918 році вже в нових умовах.
У 1930 році музей було реорганізовано на Регіональний музей і він отримав новий статут. У 1935 році музей об'єднано з Промисловим музеєм та створено Регіональний музей ім. короля Кароля ІІ.

### Від 1940 року до сьогодення
Після включення Північної Буковини до складу УРСР у листопаді 1940 року засновано історико-краєзнавчий музей, який розташували в митрополичих палатах.
Вже по Другій світовій війні музей було переведено до приміщення по вулиці О. Кобилянської, де він продовжує функціонувати нині, володіючи колекцією з понад 83 тисяч предметів.
До складу музею на правах філій входять Літературно-меморіальний музей Ольги Кобилянської, Літературно-меморіальний музей Ю.Федьковича (обидва в Чернівцях), Хотинський та Кіцманський відділи музею.

## Фонди і експозиція

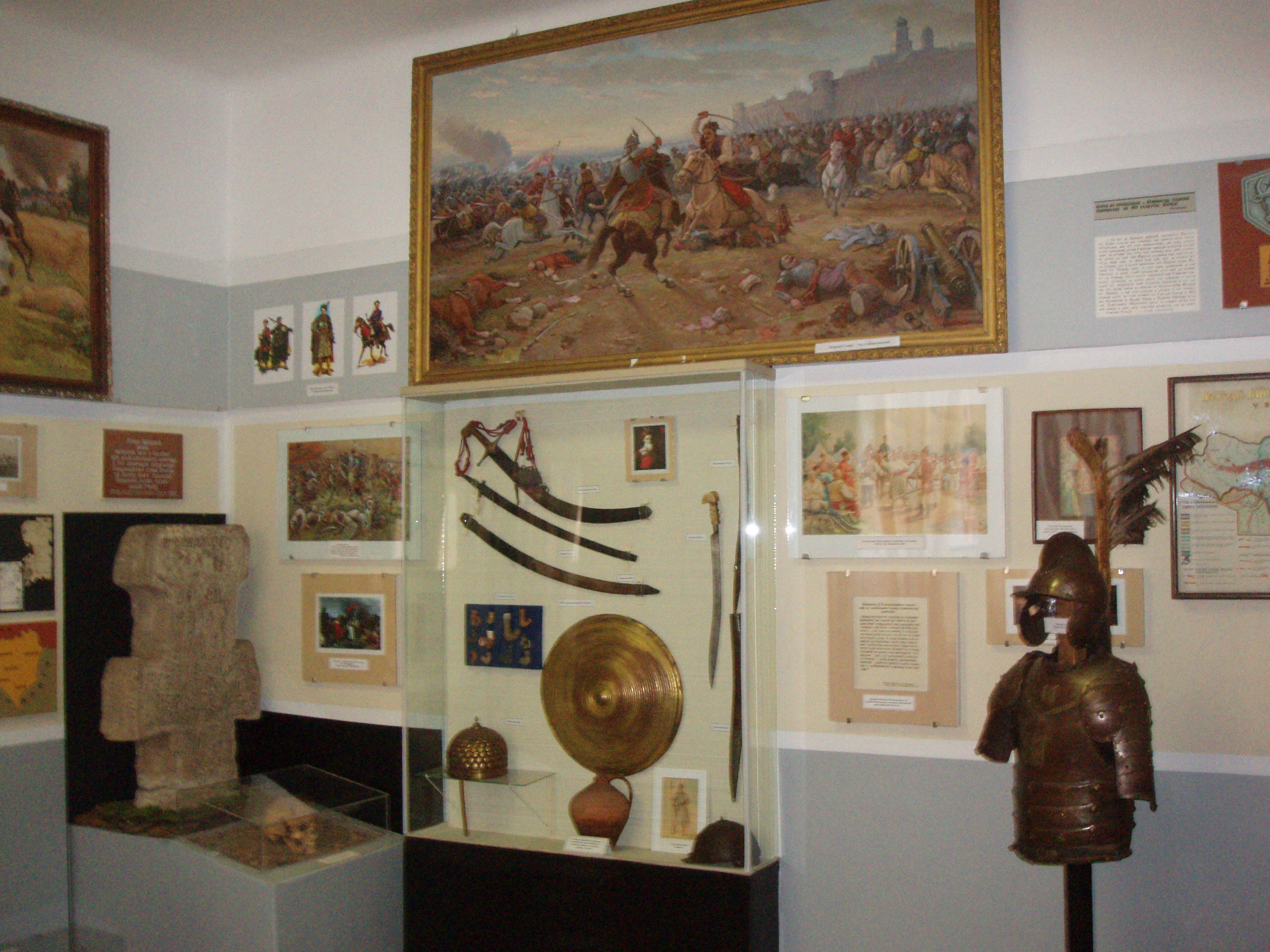
Зала середньовічної історії, 2009

Чернівецький краєзнавчий музей має чимало зал (бл. 20), які входять до двох великих відділів: природи Буковини й історії. Поєднання природи з давньою історією надає можливість цілісного огляду музейної експозиції. Історичний відділ, що в рази більший за природний, включає також значні археологічні й етнографічні колекції, документи, матеріали й численні предмети з історії Буковини. Багатою і цікавою є його нумізматична колекція, колекція зброї XVIII — XIX століть.
Гордістю музею є колекція творів образотворчого та декоративно-прикладного мистецтва, основу якого складають ікони XVI — XVIII ст.ст., твори видатних буковинських митців Миколи Івасюка, Юстина Пігуляка, Євгена Максимовича, Августи Кохановської тощо. Колекція стародруків представлена книгами трьох визначних центрів друкарства України — Київським, Львівським та Почаївським.
Документальна частина, крім великого числа світлин включає, матеріали про селянське повстання 1848-49 pp. під проводом Лук'яна Кобилиці).
Серед багатьох пам'яток на особливу увагу заслуговує прапор Чернівців, виготовлений до 500-річчя першої писемної згадки про місто, яка надзвичайно широко відзначалася чернівчанами у 1908 році. До прапора було виготовлено і 5 ювілейних стрічок від національних товариств краю та окремих громадян.
Вже за незалежності України (після 1991 року) було створено окрему залу, яка розповідає про Чернівеччину впродовж періоду незалежності держави, а також розширено експозицію про відомих діячів краю (Володимир Івасюк, Назарій Яремчук, Ані Лорак і багато інших).

## Філіали та відділи
Чернівецький краєзнавчий музей має такі відділи.
- Чернівецький літературно-меморіальний музей Ю. Федьковича, 274000, м. Чернівці, вул. О. Кобилянської, 28
- Чернівецький літературно-меморіальний музей О. Кобилянської, 274000, м. Чернівці, вул. Димитрова, 5
- Хотинський історичний музей, 275360, м. Хотин, вул. Свято-Покровська, 17
- Кіцманський історичний музей, 275300, м. Кіцмань, вул. Незалежності, 50
- Відділ "Буковинська діаспора", 274000, м. Чернівці, вул. Главки, 1

## Експозиція

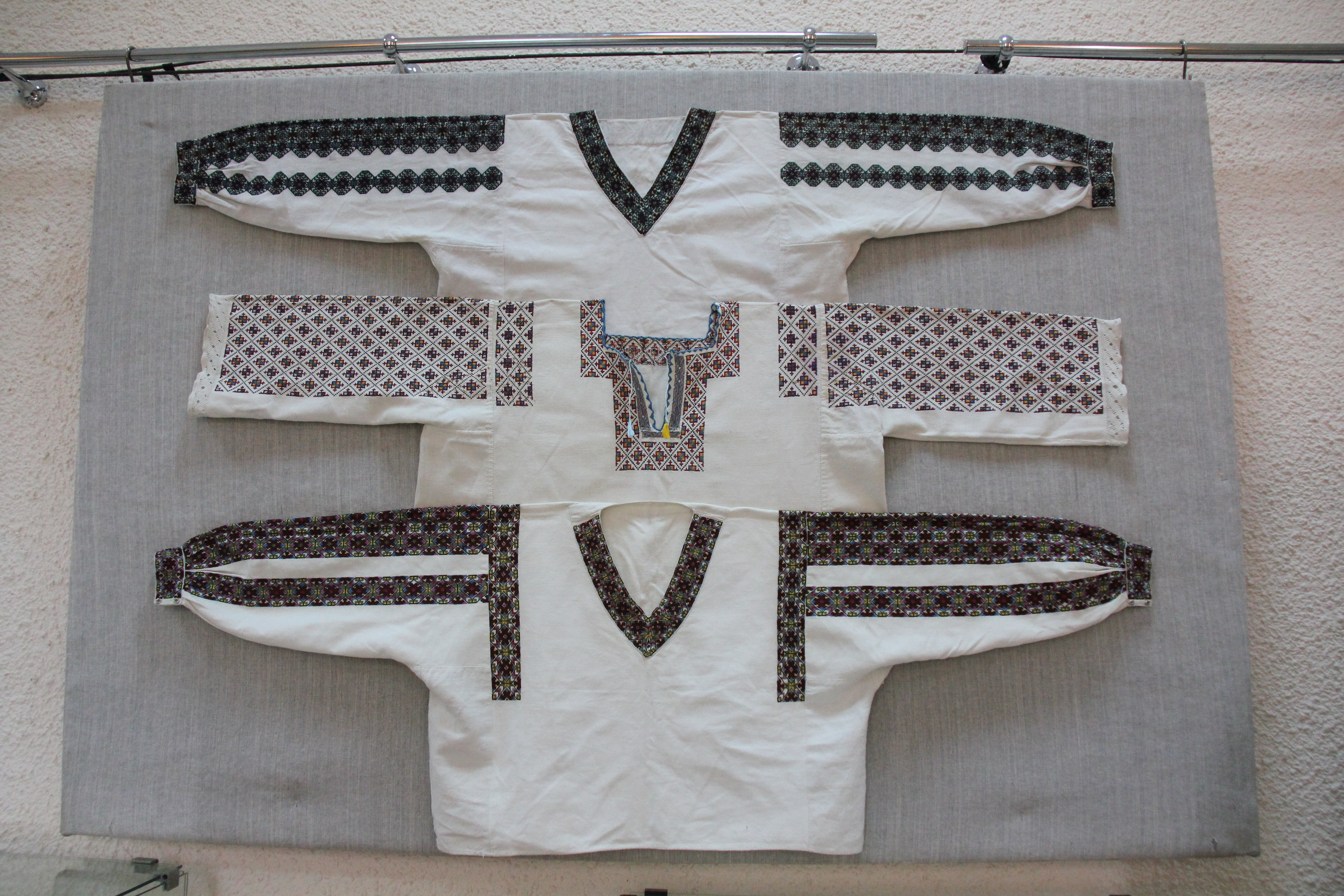
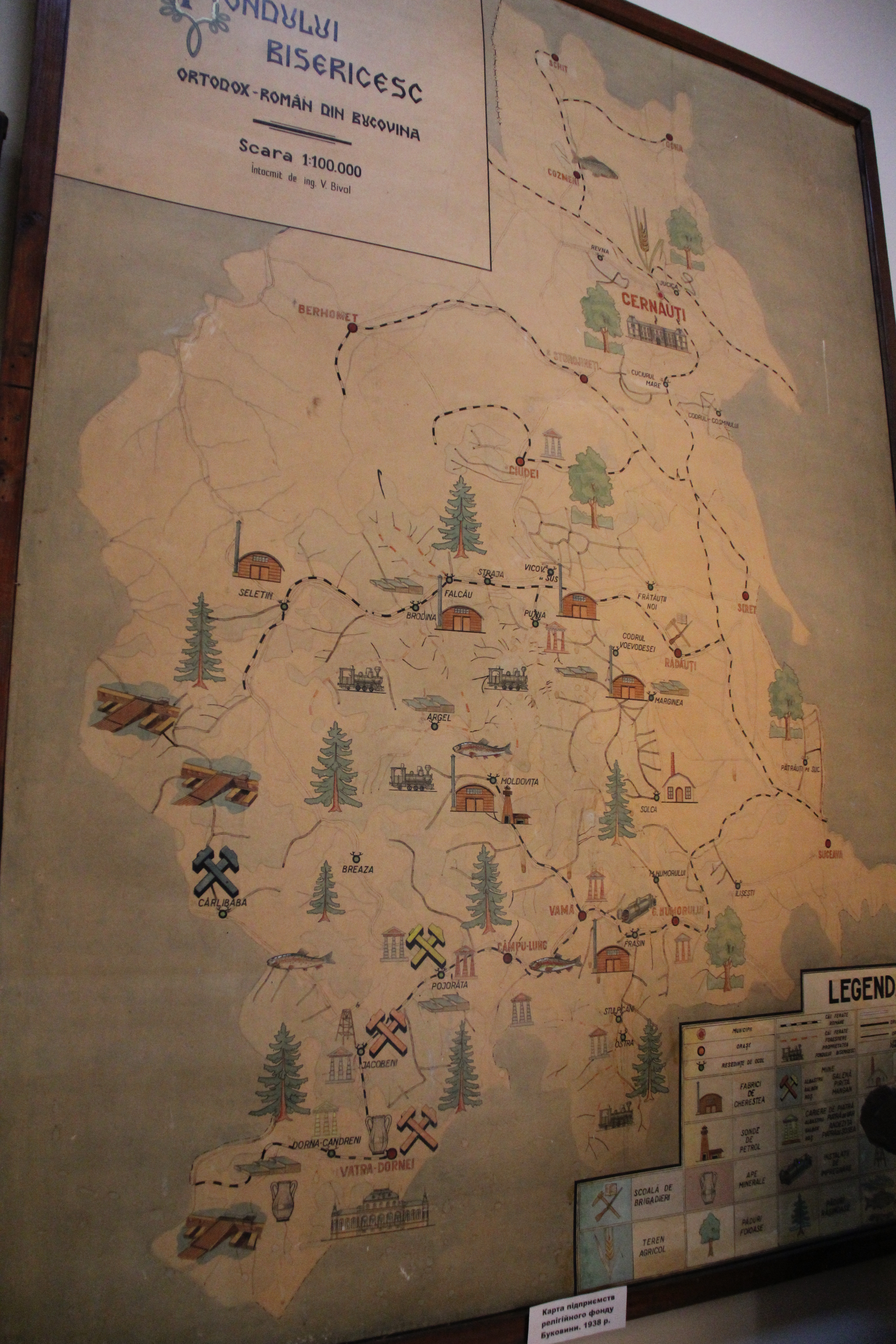
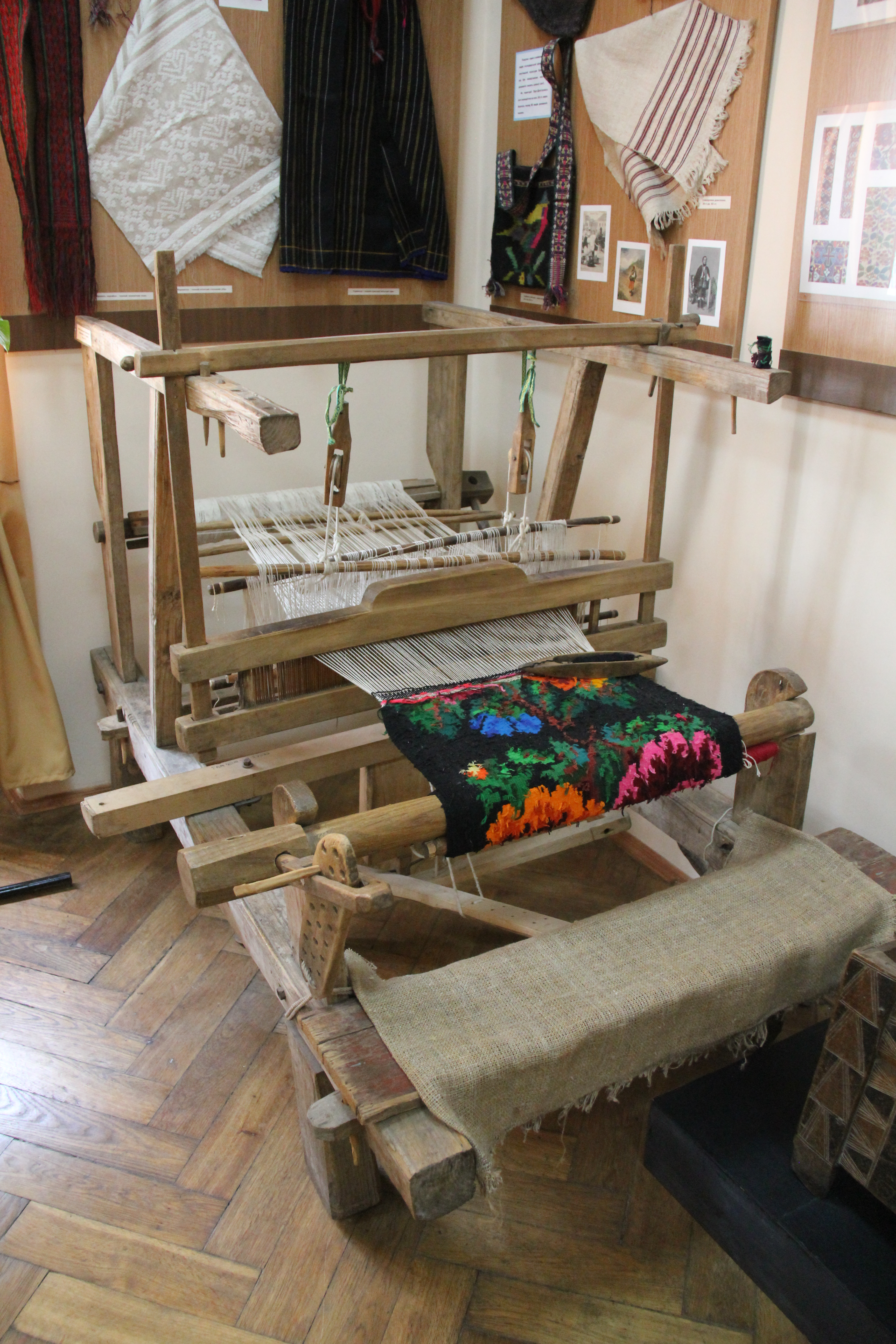
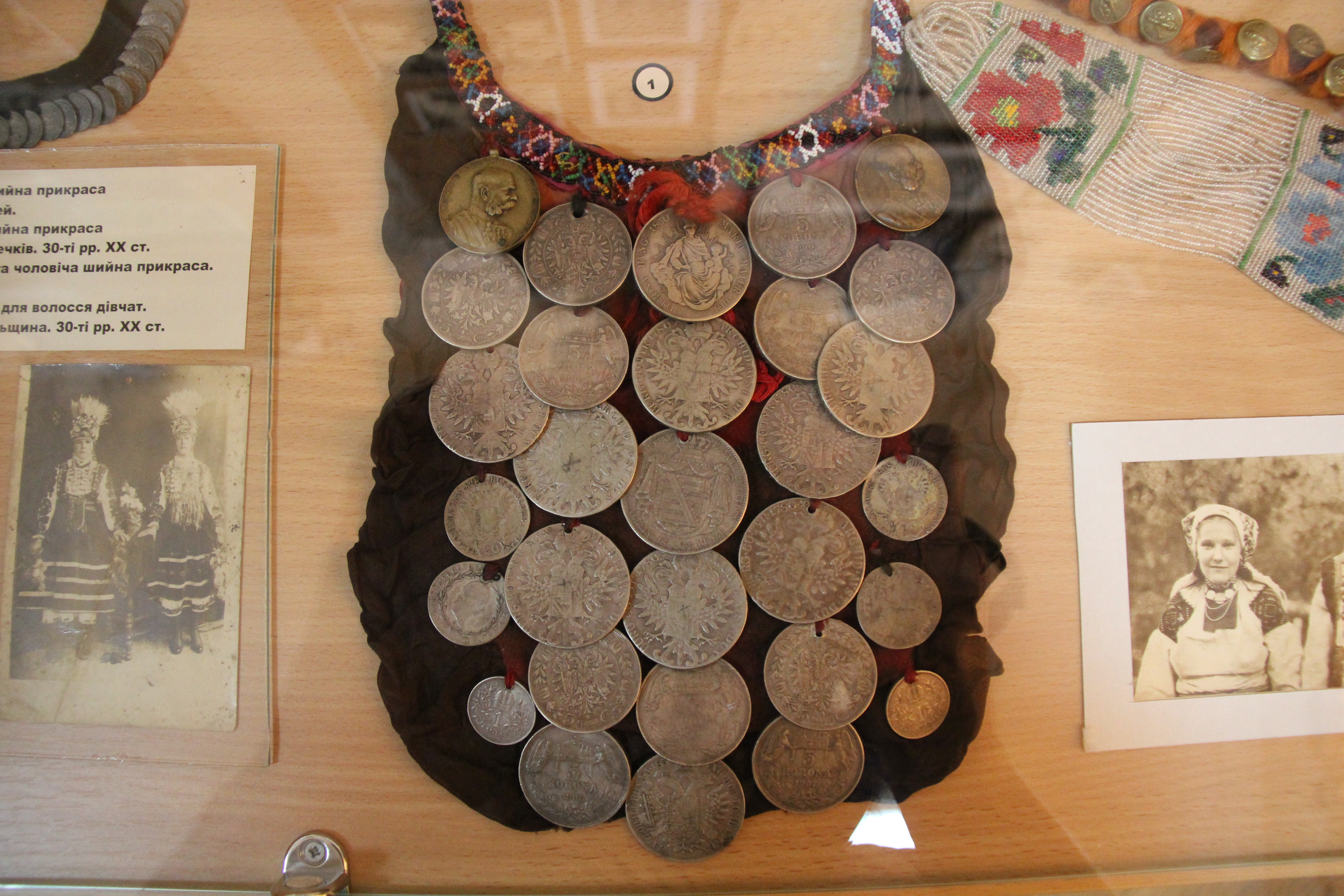
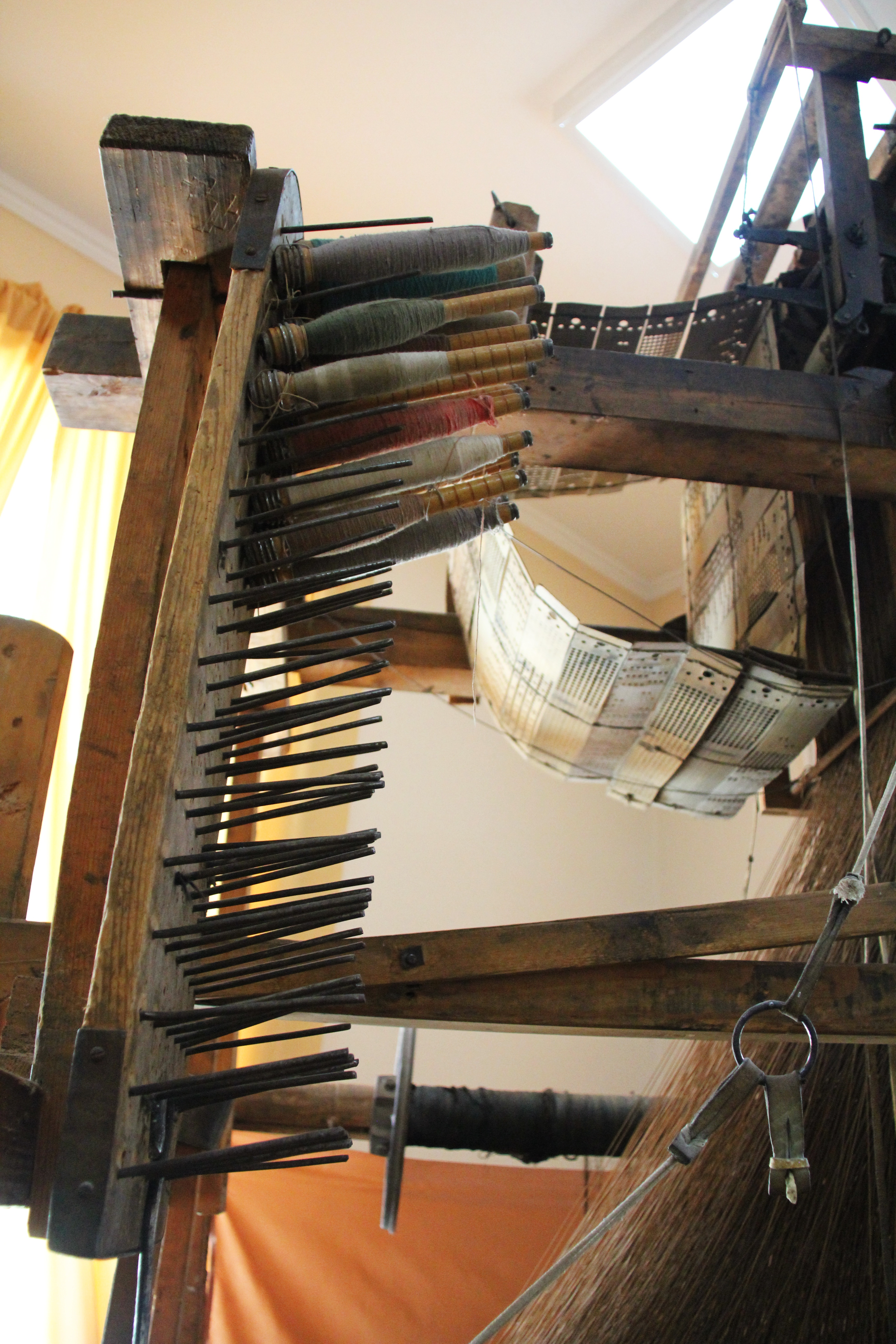
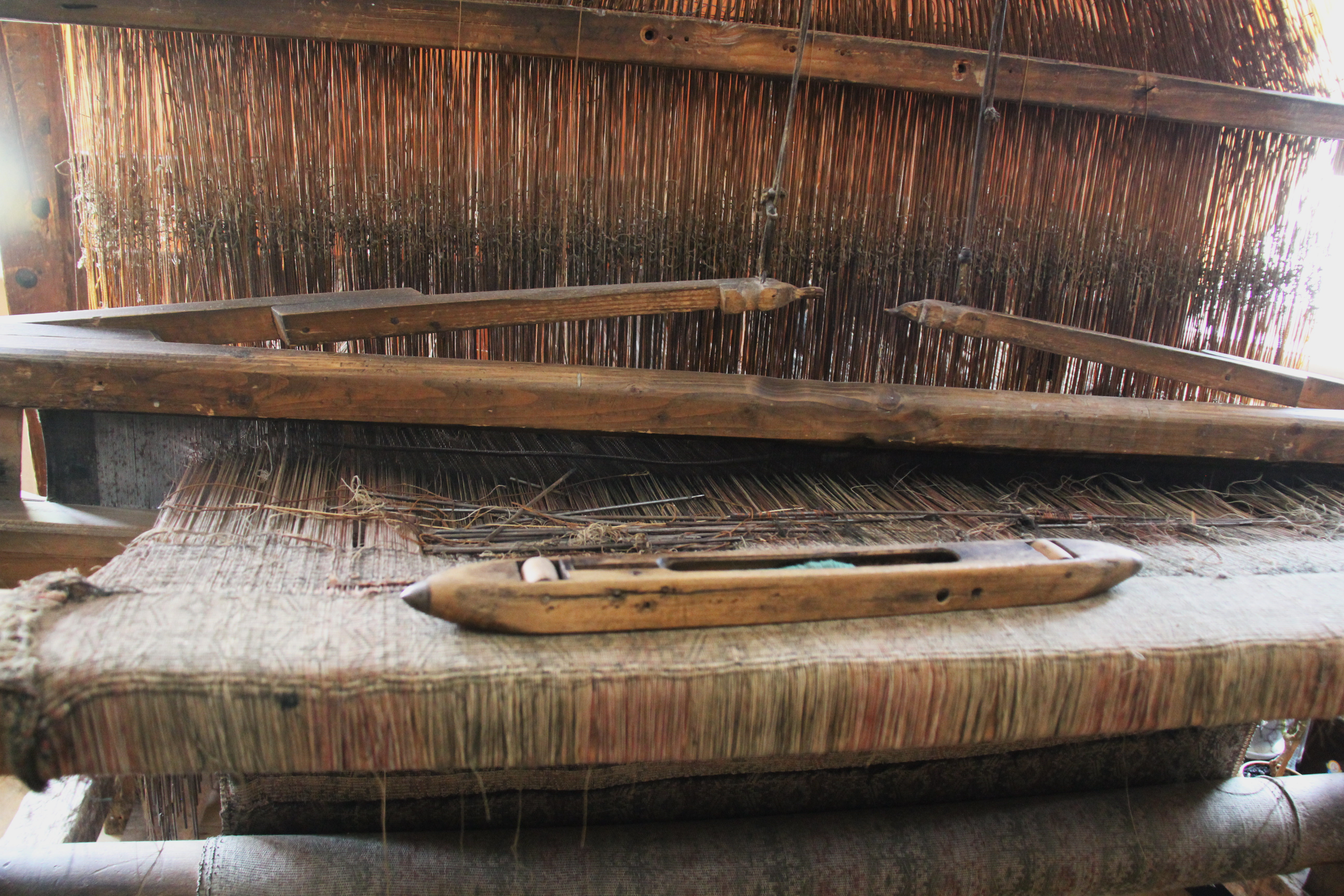
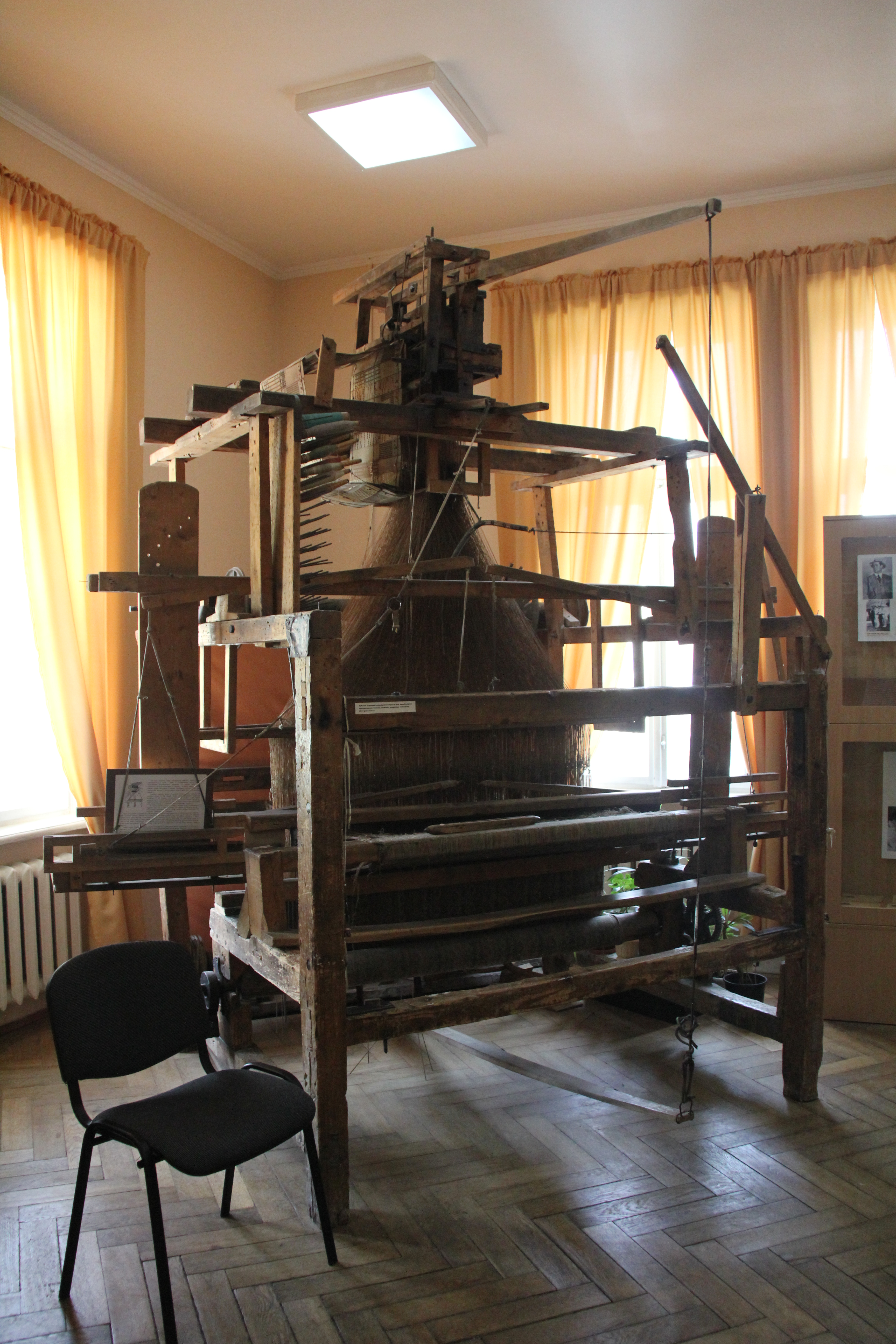
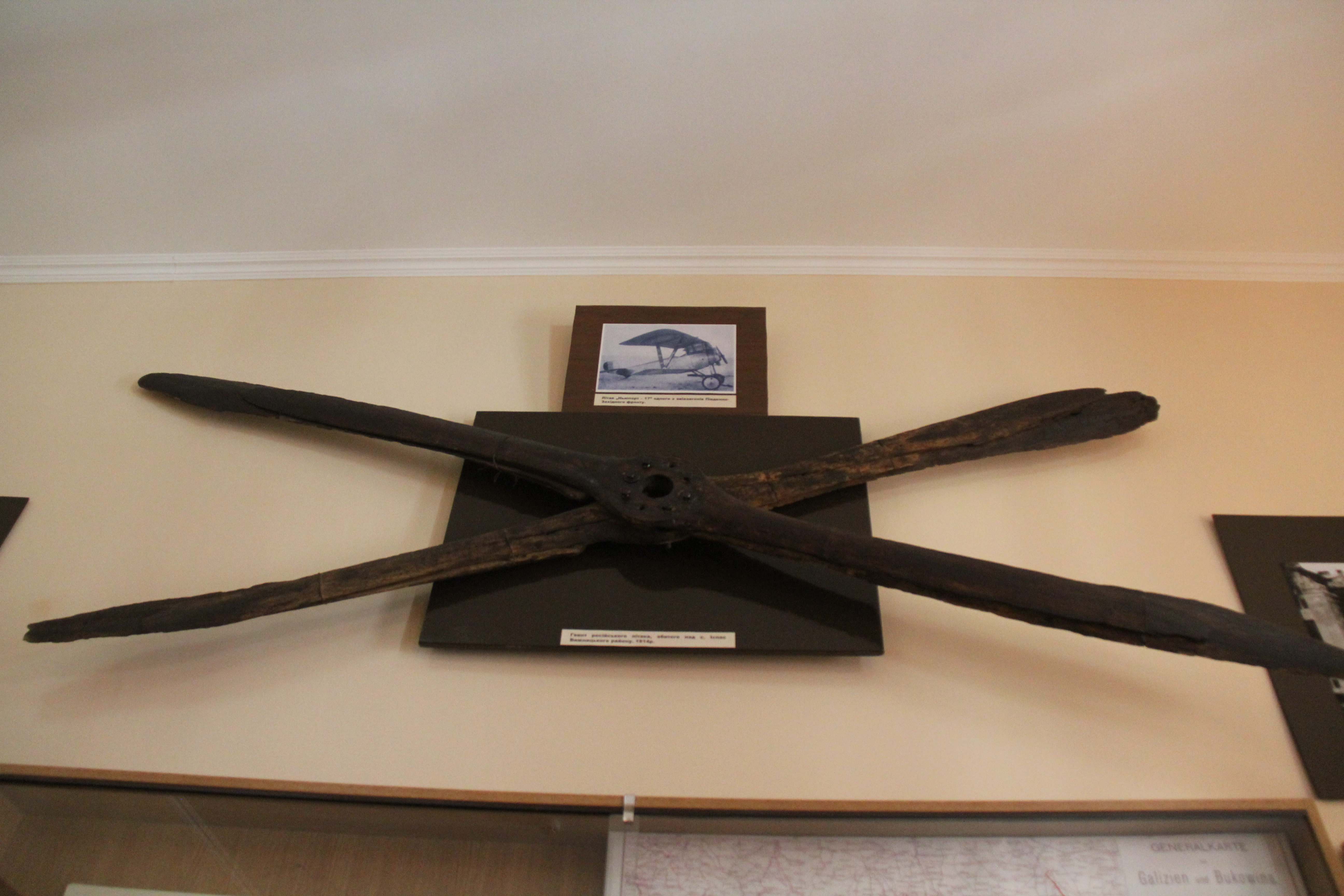
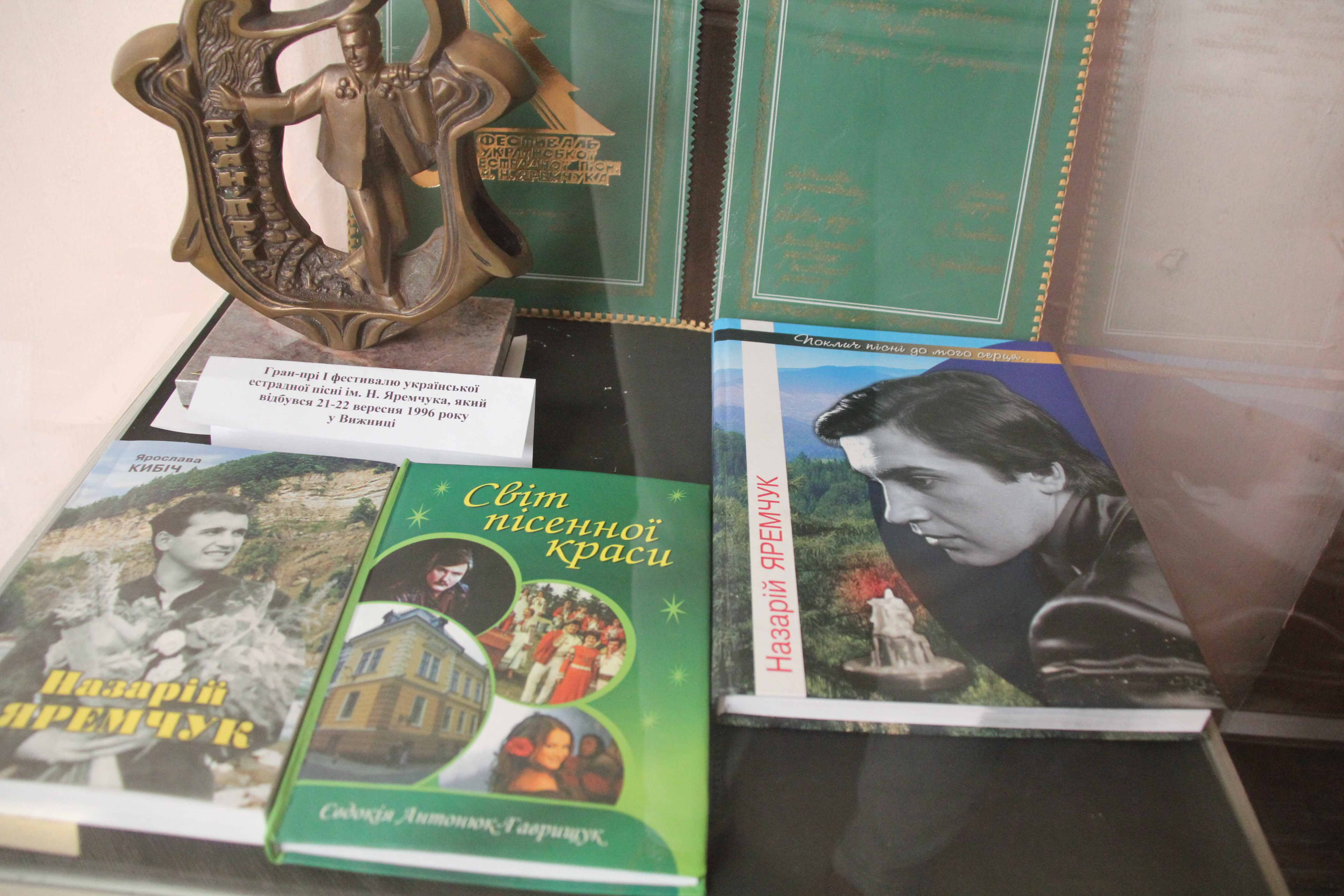
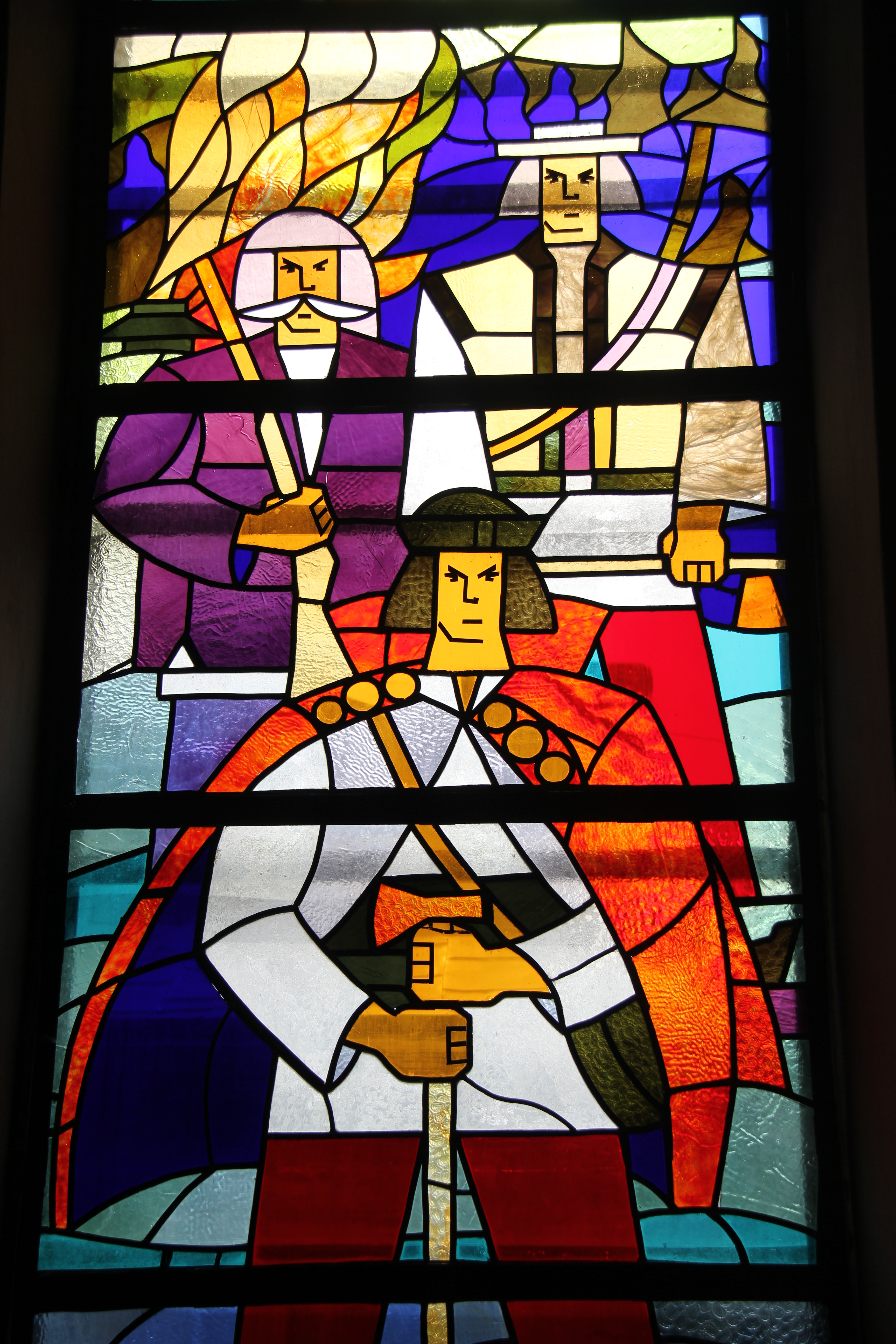
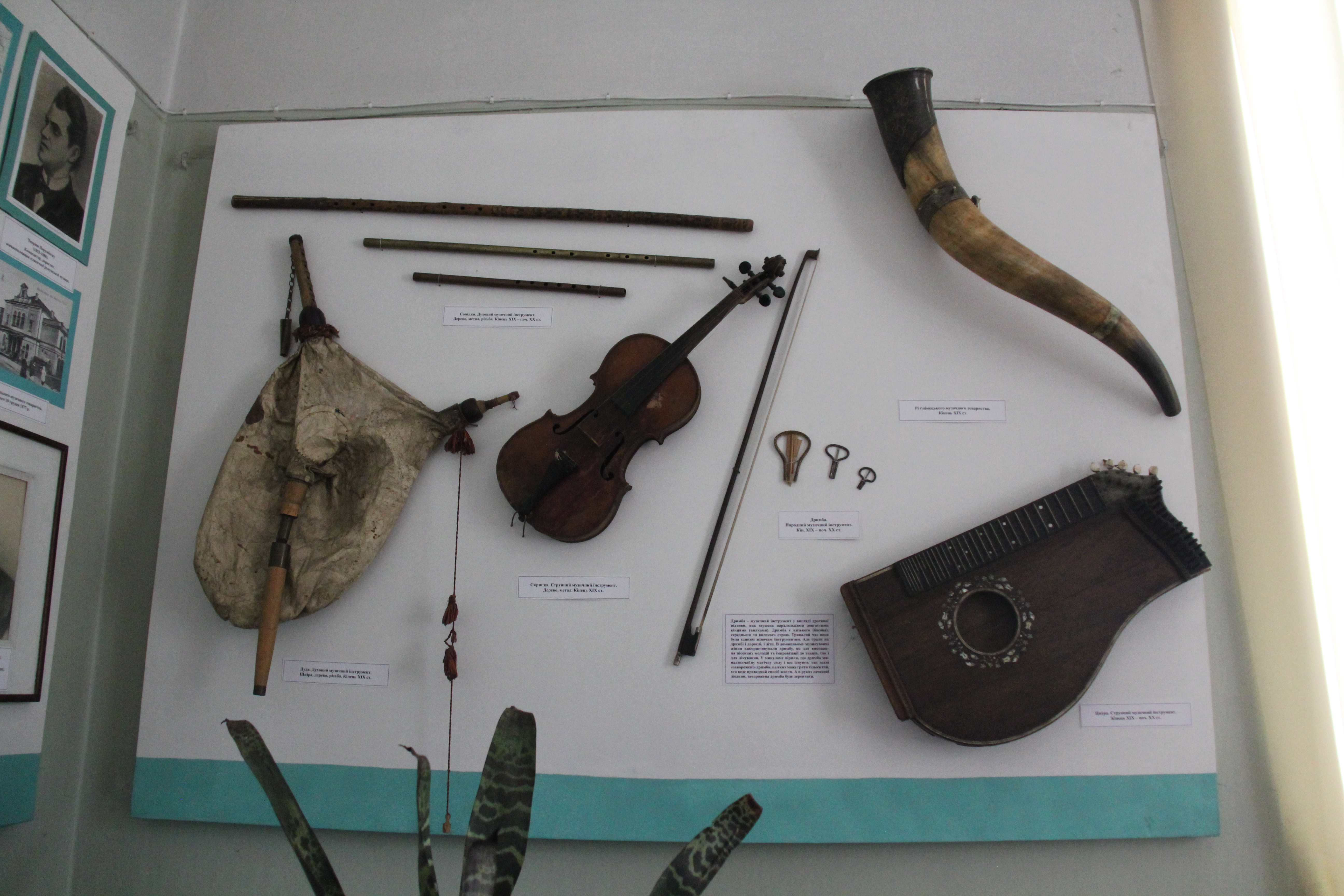

## Видання музею
Сучасний музей. Наукова й експозиційна діяльність. Матеріали наукової конференції, присвяченої 145-й річниці заснування Крайового музею в Чернівцях (15 травня 2008 р.) / За ред. І.В. Скільського. — Чернівці: Видавництво «ДрукАрт», 2008. — 296 с. (Повний зміст збірки (с. 291–295) >>> [Архівовано 5 березня 2016 у Wayback Machine.])